# Čebovce
Čebovce (maďarsky Csáb) jsou obec na Slovensku v okresu Veľký Krtíš.

## Poloha
Obec Čebovce je stará usedlost na někdejší obchodní cestě Ďarmoty–Zvolen. Nachází se na hranici Hontu a Novohradu, 10 km od slovensko-maďarských hranic.
Obec leží na jihovýchodním úpatí Krupinské planiny, při vyústění doliny Čebovského potoka do Ipelské kotliny. Severní část, nacházející se v Krupinské planině, má tvar vrchoviny, jižní část, uložená v Ipelské kotlině, má charakter pahorkatiny.

## Dějiny
Obec je poprvé zmíněna v roce 1272 pod jménem Chab. Nejznámějším rodákem obce je maďarský spisovatel, benediktinský mnich a kulturní badatel Fabián Ján Szeder.
Historie Čebovců je dosud velmi málo prozkoumána. Je však zřejmé, že jde o lokalitu, která byla obydlena už velmi dávno. Svědectvím toho jsou kromě jiného i výsledky archeologického výzkumu na nedaleké vyvýšenině, představující památky z doby bronzové. O velmi starém osídlení říkají terénní prohloubeniny, svědčící o starých obydlích. Zde zřejmě stála původní obec, předchůdkyně Čeboviec, dokud nebyla přenesena do dnešní lokality.
Původní obec Györgymártonfalva s obydlími sbitými z kůlů a klád ležela pod kopcem Zöldvár (Zelený hrad) v údolí Čebovského potoka. Na kopci Györgymárton-partalja se prý nacházel dřevěný kostel. V současnosti je v obci kostel z roku 1768, zasvěcený Jménu Panny Marie. Níže se našli skrýše, vytesané do země – asi sklepy. V okolí se nacházejí přírodní památky Krehora a Kosihovský Kamenný vrch, přírodní rezervace Čebovská lesostep a chráněný areál Cerínský potok.

## Obyvatelstvo
Na konci roku 2006 žilo v Čebovcích 1 037 obyvatel většinou maďarské národnosti a katolického vyznání. V minulosti se obyvatelé obce zabývali zemědělstvím (hlavně vinohradnictvím), řemeslníků bylo mnohem méně. Vhodné geografické podmínky a slunečné stráně totiž předurčovaly okolí Čebovců na pěstování hroznů a výrobu vína. Zajímavé jsou statistické údaje z roku 1920. Prý zde žilo až 1 308 obyvatel, z toho 698 maďarské a 612 slovenské národnosti. Pro srovnání ještě údaj z roku 1980. Obec tehdy měla 989 obyvatel, z toho až 83,8 % maďarské národnosti.

## Kultura azajímavosti

### Památky
- Římskokatolický kostel Jména Panny Marie, jednolodní pozdně barokní stavba se segmentovým ukončením presbytáře a věží tvořící součást hmoty stavby z roku 1768.[3] Napravo od vstupu do kostela je pamětní tabule rodáka obce Fabiana Szedera a nalevo pamětní tabule vojáků padlých ve válce.

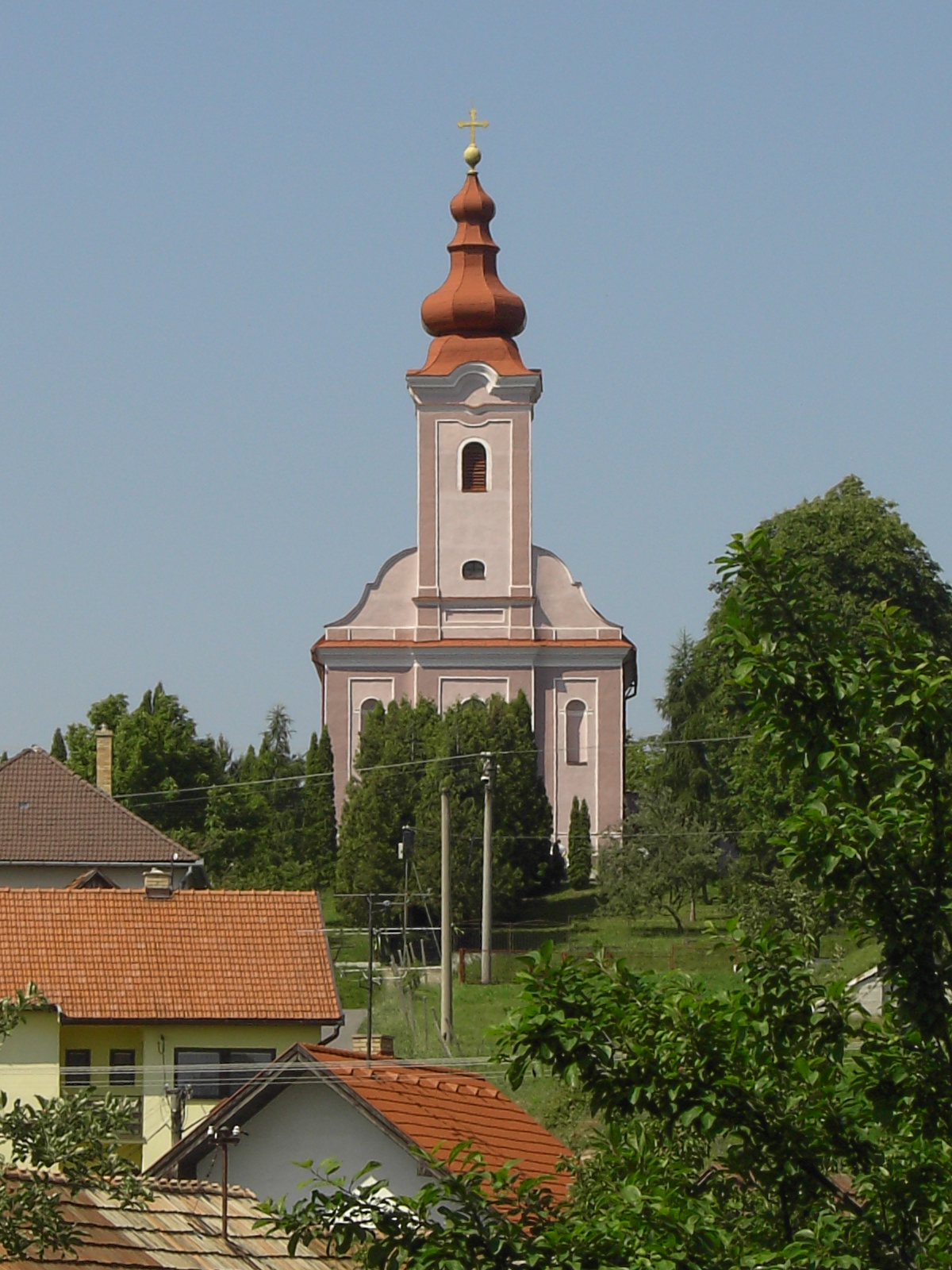
Kostel Jména Panny Marie
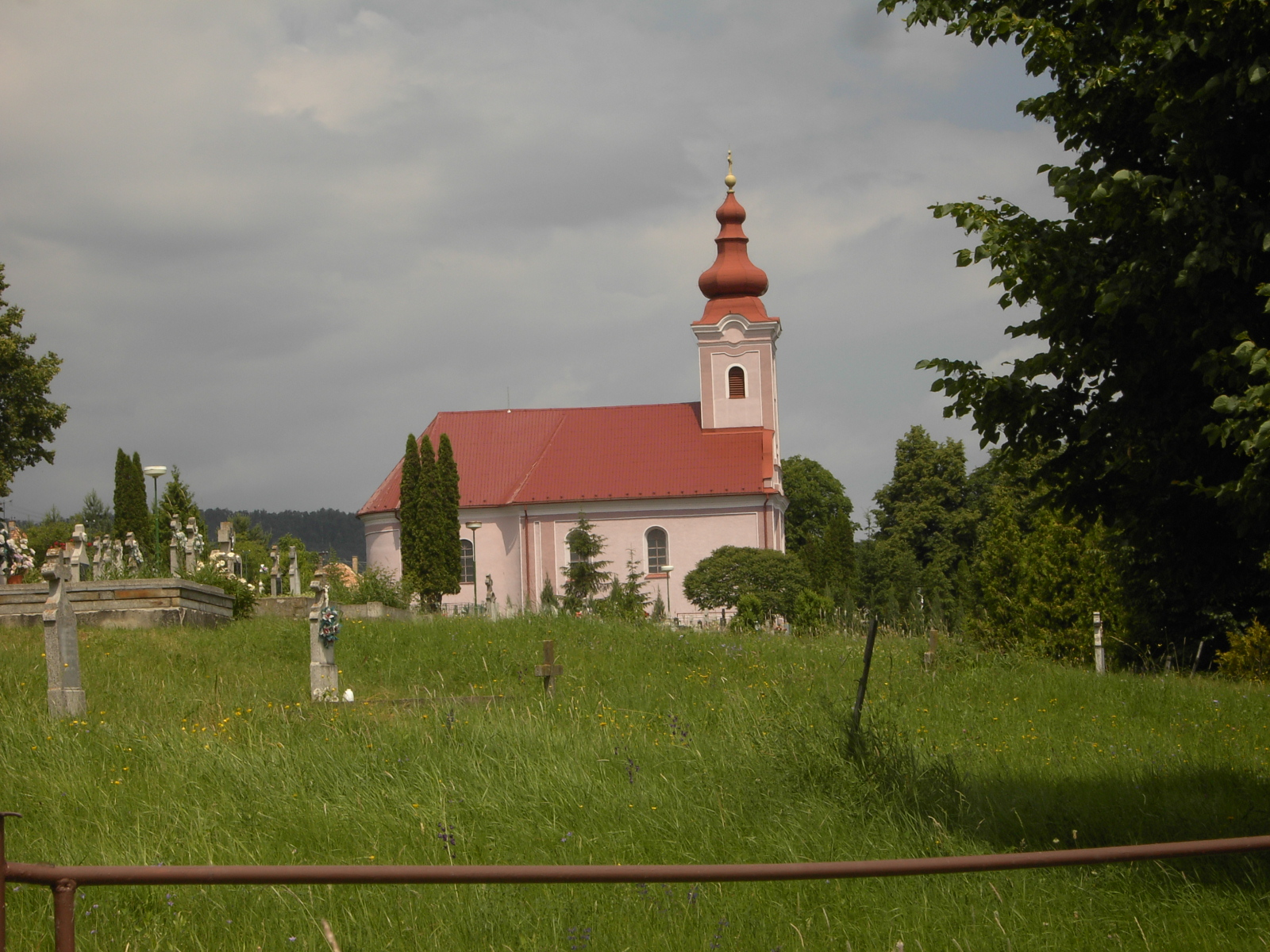

- Sklepní oblast Gerus, nachází se zde několik řad sklepů, mnohé sklepy jsou již nadstavěné a slouží i jako chatky, ale většina má hlavně vinařskou funkci.
- Přícestní socha sv. Jana Nepomuckého.

### Sport
Nachází se zde fotbalový klub TJ Vinohrad ČEBOVCE. Každoročně se zde konají letní fotbalové turnaje. V roce 2006 se poprvé sehrálo přátelské utkání žen proti dívkám. Daří se i šachistům, šachy mají v Čebovcích dlouhou tradici. 

### Hudba
Už 7 let zde funguje Pěvecký sbor Szedera Fabian. Sbor se zúčastnil několika soutěžích na Slovensku i v zahraničí a získal vzácné ocenění (Kodályova Dny Galanta, Trnavské Sborové Dny, Prohlídce církevních Zborov – Zvolen). Šířilo dobré jméno obce už i v Rumunsku i v Maďarsku. Soubor vícekrát vystupoval v Budapešti.

### Zajímavost
Přibližně 10 km vzdušnou čarou od obce Čebovce se nachází obec Čelovce a nedaleko je i obec Čekovce, což často vede k omylům, hlavně s poštou.